# Re'uven Hoške ha-Kohen Sofer
Re'uven Hoške ha-Kohen, též Avraham Re'uven ha-Kohen Sofer (hebrejsky אברהם ראובן הכהן סופר‎, 17. století – 3. dubna 1673) byl pražský rabín a kabalista.
Uvádění jména jeho otce „Hoške“ coby rodového příjmení je omyl Giovanniho Battisty de Rossiho a Günthera Zunze. Jde pouze o zdrobnělinu otcova jména „Jehošua“ v polštině.

## Dílo
- Jalkut Re'uveni, kabalistický spis (imitace Jalkut chadaš) se sbírkou přísloví z dalšího kabalistického díla, řazený v abecedním pořadí (Praha, 1660)
- Jalkut Re'uveni ha-gadol, (ילקוט ראובני הגדול‎) kabalistický midraš na téma Pentateuchu, řazený podle pořadí parašijot (Wilmersdorf, 1681)
- Davar šebi-kduša, příručka asketismu a pokání (Sulzbach, 1684)
- Oneg šabat, kabalistické úvahy o nařízeních šabatu, doplněné o dodatek s názvem Derech kabalat šabat (Sulzbach, 1684).